# Iñaki Urdangarin
Iñaki Urdangarin Liebaert (* 15. Januar 1968 in Zumarraga, Guipúzcoa) ist ein ehemaliger spanischer Handballspieler. Er war nach seiner Heirat mit Infantin Cristina von Spanien Herzog von Palma, bis König Felipe VI. im Zuge einer Korruptions-, Betrugs- und Steueraffäre ihm und seiner Gattin den Titel Mitte Juni 2015 wieder entzog. In Spanien lautete damals die korrekte Anrede Seine Exzellenz.
Am 12. Juni 2018 wurde das Urteil gegen Iñaki Urdangarin vom Obersten Spanischen Gericht (Tribunal Supremo) leicht reduziert bestätigt. Er erhielt wegen Veruntreuung von sechs Millionen Euro Steuergeldern, Betrug, Urkundenfälschung und Geldwäsche eine Gefängnisstrafe von fünf Jahren und zehn Monaten.
Im Januar 2022 trennten sich Urdangarin und Cristina nach 25 Jahren Ehe.

## Kindheit und Ausbildung
Iñaki Urdangarin Liebaert ist das sechste Kind von Juan Maria Urdangarin Berriochoa (1932–2012) und der Belgierin Claire Liebaert Courtain (* 1935). Er wuchs in Barcelona auf und besuchte dort die Caspe - Sagrado Corazon de Jesus Schule. Zwischen seinem 16. und 18. Lebensjahr lebte er in Vitoria-Gasteiz und besuchte dort die Santa Maria del Pilar Schule. Bereits in der Schulzeit spielte er in der Schulmannschaft Handball. Mit 18 Jahren wechselte er zum professionellen Handball.
Während seiner Handballkarriere studierte er Business Administration und Management an der Universität Barcelona. Er erreichte einen Masterabschluss in Business Training und Audit als Unternehmensberater, einen Abschluss in Business Administration und Management mit integriertem Master of Business Administration an der ESADE in Barcelona.

## Handballkarriere
Urdangarin war von 1986 bis 2000 professioneller Handballspieler beim FC Barcelona. Er nahm mit der spanischen Handballnationalmannschaft dreimal an Olympischen Sommerspielen teil. Bei den Olympischen Spielen 1996 und 2000 errang er mit seiner Mannschaft jeweils die Bronzemedaille. Bei den Handballeuropameisterschaften 2000 in Kroatien gewann er ebenfalls die Bronzemedaille. 2000 zog er sich vom aktiven Sport zurück. Sein Trikot hängt ihm zu Ehren unter dem Hallendach des Palau Blaugrana und seine Rückennummer „7“ wird nicht mehr vergeben.
Im November 2001 wurde ihm das Großkreuz des Real Orden del Mérito Deportivo, ein königlicher Orden für Verdienste im Sport, verliehen.

### FC Barcelona
- Internationale Titel:

- 6× Europapokal der Landesmeister/EHF Champions League (1990/91, 1995/96, 1996/97, 1997/98, 1998/99, 1999/2000)
- 2× Europapokal der Pokalsieger (1993/94, 1994/95)
- 4× Europäischer Superpokal (1996/97, 1997/98, 1998/99, 1999/2000)

- Nationale Titel:

- 10× Spanischer Meister
- 7× Copa del Rey (span. Königspokal)
- 9× Supercopa Asobal (span. Supercup)
- 3× Copa ASOBAL (span. Ligapokal)
- 11× katalanischer Meister

### Spanische Handballnationalmannschaft
Urdangarin absolvierte 170 Länderspiele und nahm an folgenden Großereignissen teil:
- Olympische Sommerspiele 1992 in Barcelona (5. Platz)
- Olympische Sommerspiele 1996 in Atlanta (Bronzemedaille)
- Olympische Sommerspiele 2000 in Sydney (Bronzemedaille)
- Handball-Weltmeisterschaft der Männer 1993 in Schweden (5. Platz)
- Handball-Weltmeisterschaft der Männer 1997 in Japan (7. Platz)
- Handball-Weltmeisterschaft der Männer 1999 in Ägypten (4. Platz)
- Handball-Europameisterschaft der Männer 1994 in Portugal (5. Platz)
- Handball-Europameisterschaft der Männer 2000 in Kroatien (Bronzemedaille)
- Goodwill Games 1990

Mit der spanischen Juniorennationalmannschaft:
- Juniorenweltmeisterschaft 1989 in Spanien (Silbermedaille)
- Mittelmeerspiele 1987 in Syrien (Bronzemedaille)

## Ehe und Kinder
Bei den Olympischen Spielen 1996 lernte er über den Wasserball-Torhüter Jesús Miguel Rollán die Infantin Cristina de Borbón, Tochter von König Juan Carlos I., kennen. Sie heirateten am 4. Oktober 1997 in der Kathedrale von Barcelona. Urdangarin wurde anlässlich der Hochzeit der Titel des Herzogs von Palma verliehen. Das Ehepaar hat vier Kinder, die auf den Plätzen acht bis elf der spanischen Thronfolge stehen:
- Juan Valentín de Todos los Santos (* 29. September 1999 in Barcelona)
- Pablo Urdangarin (* 6. Dezember 2000 in Barcelona), spielt wie sein Vater Handball[5]
- Miguel (* 30. April 2002 in Barcelona)
- Irene (* 5. Juni 2005 in Barcelona)

## Aufgaben und Beruf seit 2000
Seit seiner Eheschließung hat er Interesse für soziale und kulturelle Themen gezeigt, insbesondere wenn sie mit Sport verbunden waren. Er ist Direktor von mehreren sozialen Stiftungen in Spanien, aber auch international. Dazu zählen die Balia Stiftung für Kinder, die Equipara Stiftung, die Eisenhower Stiftung, die Sport, Kultur und Integration Stiftung und die Barcelona F.C. Stiftung.
Bis 2009 war er Berater der Motorpress Ibérica für Bertelsmann.

### Korruptionsaffäre
Urdangarin fungierte von 2004 bis 2006 als Vorsitzender der vorgeblich gemeinnützigen „Stiftung Nóos“. Als 2006 der erste Verdacht der Korruption gegen Urdangarin auftauchte, legte er auf Druck seines Schwiegervaters, des Königs, den Vorsitz der Stiftung nieder und wechselte zum spanischen Telekommunikationskonzern Telefónica. Im Jahr 2009 zogen Urdangarin und die Infantin Cristina mit den vier Kindern in die USA um. Urdangarin arbeitet seitdem als Berater für Telefónica in Washington, D.C.
Nach Ermittlungen der Sonderstaatsanwaltschaft für Korruptionsdelikte besteht der Verdacht, dass Urdangarin als Vorsitzender der „Stiftung Nóos“ mit seinem Geschäftspartner Diego Torres im Umfang von vier Millionen Euro Gelder von den Regionalregierungen auf den Balearen und in Valencia veruntreut hat. Die Aufträge der Regierung der Balearen habe Urdangarin ohne öffentliche Ausschreibung erhalten. Die „Stiftung“ soll für die Organisation von Kongressen über Sport und Tourismus fiktive Rechnungen für erfundene Dienstleistungen ausgestellt haben. Ein Teil der Einnahmen soll über ein Firmengeflecht auf Privatkonten von Urdangarin und Torres gelandet sein. Das Gericht machte zwar keine genauen Angaben zur Anklage, der Ermittlungsrichter José Castro Aragón lud Urdangarin als Angeklagten für den 6. Februar 2012 zur Vernehmung vor; dies stellte einen bislang einmaligen Vorgang in Spanien dar, denn nie zuvor ist ein Mitglied der königlichen Familie angeklagt worden.
Neben Urdangarin wurden in der sogenannten „Nóos-Affäre“ weitere acht Personen angeklagt, darunter auch Diego Torres und dessen Frau sowie ehemalige Mitglieder der Regionalregierung der Balearen wie der ehemalige Inselpräsident Jaume Matas. Sie gehören der konservativen Volkspartei (PP) an. Die Infantin Cristina befand sich nicht unter den Angeklagten, obwohl sie zum Vorstand der Stiftung gehörte und ihr persönlicher Sekretär, Carlos García Revenga, Schatzmeister war und sie zudem Teilhaberin einiger Firmen, auf deren Konten Urdangarin Gelder geschleust haben soll. Ihnen wird zudem Steuerbetrug vorgeworfen.
Lange Zeit hat der König zu den Korruptionsvorwürfen geschwiegen, am 12. Dezember 2011 hat er seinen Schwiegersohn und die Tochter Cristina von den offiziellen Aktivitäten der Königsfamilie ausgeschlossen. Des Weiteren kündigte er an, dass er ein Tabu brechen und gegenüber Volk und Regierung künftig finanzielle Rechenschaft ablegen werde. Erstmals wurden daraufhin auf der königlichen Homepage enthüllt, wie Juan Carlos und alle anderen Familienmitglieder die vom Staat zugebilligte, frei verwendbare Apanage genutzt haben. Gleichzeitig betonte er, Urdangarin habe niemals Mittel aus dem königlichen Etat bezogen.
Am 25. Januar 2013 wurde vom spanischen König Juan Carlos angeordnet, Urdangarin von der königlichen Webseite zu streichen. Ein paar Tage später ordnete ein Ermittlungsrichter in Palma de Mallorca an, dass Urdangarin und Torres eine Kaution in Höhe von insgesamt 8,1 Millionen Euro hinterlegen müssen. Das Geld soll für den Fall einer Verurteilung die zivilrechtliche Haftung abdecken. Da Urdangarin dem nicht nachkam, wurde die Beschlagnahmung seiner Güter eingeleitet.
Am 8. Februar hat die Stadtverwaltung von Palma eine der wichtigsten Straßen von Palma de Mallorca, die Rambla dels Ducs de Palma de Mallorca (Allee der Herzöge von Palma) auf Grund der Vorwürfe in den alten Namen La Rambla (Die Allee) umbenannt – Urdangarin wurde nach seiner Hochzeit mit der Königstochter der Titel eines Herzogs von Palma verliehen. Zuvor war eine E-Mail Urdangarins an einen Mitarbeiter des königlichen Palastes veröffentlicht worden, die sehr brüskierend war; darin unterzeichnete Urdangarin mit einer anzüglichen Verballhornung seines Herzogtitels.
Im Februar 2013 wurden durch Diego Torres E-Mails der Presse zugespielt, die nahelegen, dass das Königshaus wesentlich früher über die dubiosen Geschäfte von Urdangarin besorgt gewesen war als bislang behauptet. Laut einem Bericht der New York Times sei bereits im Sommer 2004 Druck auf Urdangarin ausgeübt worden, seinen Posten als einer der Chefs von „Instituto Nóos“ zu verlassen. Aus ihnen geht auch hervor, dass Corinna zu Sayn-Wittgenstein – Freundin des Königs, die Juan Carlos 2011 bei der heftig kritisierten Elefantenjagd in Afrika begleitete – mit den Unternehmungen in Verbindung stand und Urdangarin bei der Suche nach weiteren lukrativen Nebenjobs in Stiftungen und Sportverbänden behilflich war.
Anfang November 2013 wurde bekannt, dass die spanische Justiz im Zuge der Korruptionsermittlungen 16 Immobilien von Urdangarin im Gesamtwert von 6,1 Millionen Euro beschlagnahmt hat.
Im Januar 2016 begann in Palma der Prozess gegen Urdangarin und siebzehn weitere Beschuldigte, darunter auch seine Ehefrau Cristina. Am 17. Februar 2017 wurde er in erster Instanz zu einer Freiheitsstrafe von sechs Jahren und drei Monaten sowie einer Geldstrafe in Höhe von rund einer halben Million Euro verurteilt. Beide Seiten legten Berufung ein. Am 12. Juni 2018 wurde seine Haftstrafe vom Obersten Gericht in Madrid bestätigt.
Am 2. März 2022 wurde er vorzeitig aus der Haft entlassen.